# Jindřich IV. (2. část)

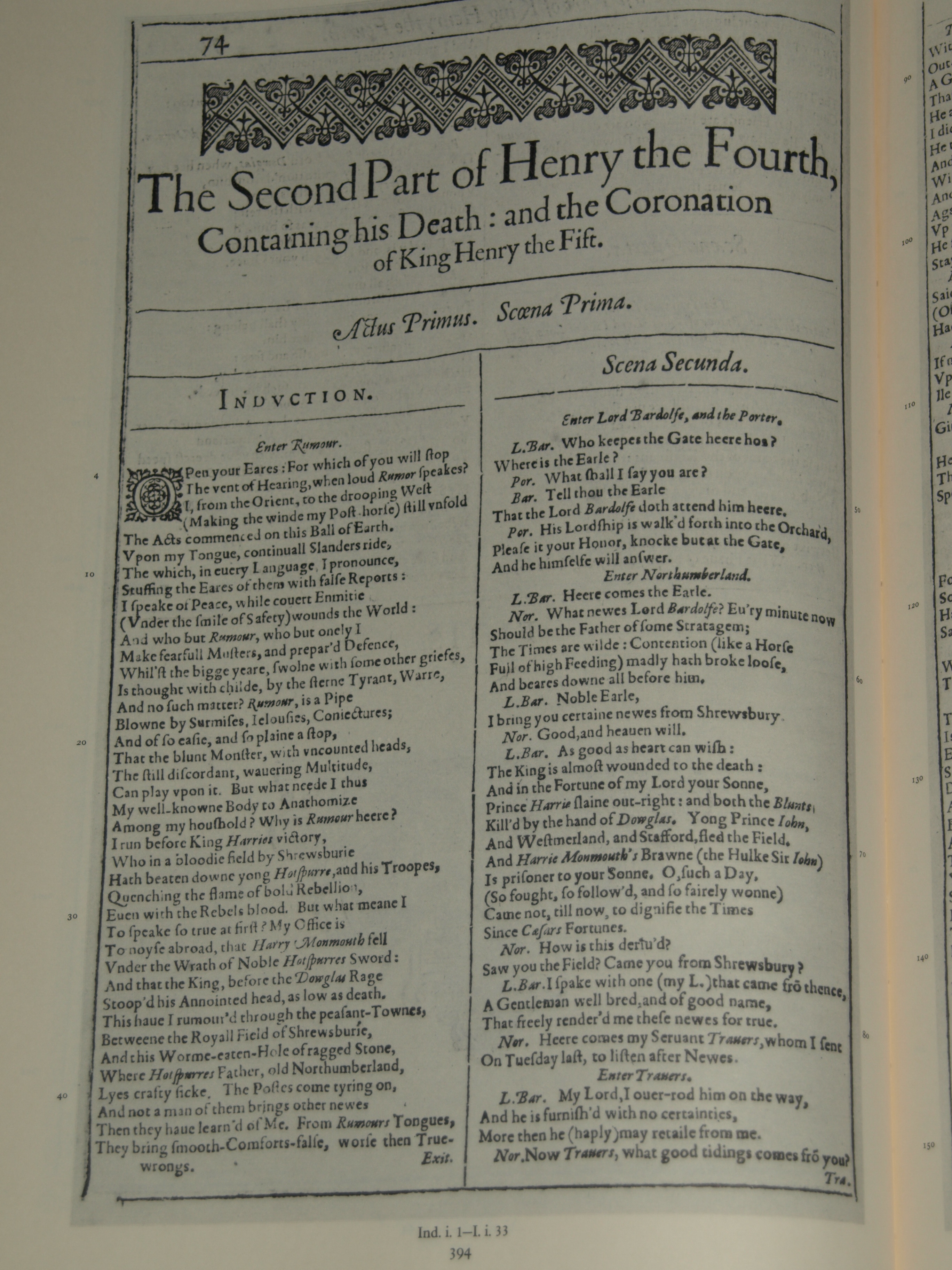
Faksimile první strany hry z vydání z roku 1623.

Jindřich IV. (2. část) je historická hra Williama Shakespeara napsaná zřejmě mezi lety 1596 a 1599. Jedná se o třetí část tetralogie popisující vládu anglických králů Richarda II., Jindřicha IV. a Jindřicha V. Shakespearovým hlavním zdrojem informací bylo druhé vydání (1587) kroniky Raphaela Holinsheda.

## Postavy
- Jindřich IV. Anglický
- Jindřich, princ z Walesu, králův syn
- Jan z Lancasteru
- vévoda z Gloucesteru
- vévoda z Clarence
- hrabě z Warwicku
- hrabě ze Surrey
- hrabě z Westmorlandu
- John Falstaff

## Děj
Hra těsně navazuje na první díl Jindřicha IV. a soustředí se hlavně na cestu prince Jindřicha (budoucího Jindřicha V.) na trůn a konečné odmítnutí přátelství s rytířem Falstaffem. Na rozdíl od první části se ale příběhy Hala a Falstaffa odehrávají téměř úplně odděleně, jelikož se setkají je dvakrát a to ještě velice krátce. Značná část hry se soustředí na Falstaffův pokročilý věk a blízkost smrti.
Falstaff si stále užívá života ve společnosti londýnských kriminálníků, ale stále se mu připomíná, že už není tak mladý, jak býval. Princ Hal stále tráví čas v nevhodné společnosti a král Jindřich je z jeho chování znovu zklamaný. Proti Jindřichovi IV. vyvstává další rebelie, ta ale tentokrát není poražena v bitvě, ale vychytralostí mladšího Halova bratra Jana.
Králi Jindřichovi se přitíží a zdá se, že umírá. Hal se naposledy loučí s bezvědomým otcem a odchází s korunou. Král se ovšem probere a je zničený zjištěním, že Hal se zajímá jen o to, že se stane králem. Hal otce přesvědčuje o opaku a starý král následně umírá. Obě dějové linky se střetnou na konci, když se Falstaff dozví, že Hal je nyní králem, a vrací se do Londýna. Očekává přízeň mladého krále, ten ho ale odmítá s tím, že se změnil a nemůže se už spolčovat s takovými lidmi.

## Filmové adaptace
- 1995 Henry IV. Anglický TV film. Hrají: Rufus Sewell, Jane Horrocks, Toby Jones.
- 2012 Jindřich IV., část 2. Anglický TV film z minisérie The Hollow Crown. Režie: Richard Eyre. Hrají: Tom Hiddleston (Hal), Jeremy Irons (Jindřich IV), Simon Russell Beale (Falstaff).